# Маграні
Маграні (груз. მაღრანი) — село в Грузії.
За даними перепису населення 2014 року в селі проживає 75 осіб.